# Steve Gregg
Steve Gregg (Estados Unidos, 3 de noviembre de 1955 - 11 de septiembre de 2024) fue un nadador estadounidense especializado en pruebas de estilo mariposa, donde consiguió ser subcampeón olímpico en 1976 en los 200 metros.

## Carrera deportiva
En los Juegos Olímpicos de Montreal 1976 ganó la medalla de plata en los 200 metros estilo mariposa, con un tiempo de 1:59.54 segundos, tras su compatriota Mike Bruner  que batió el récord del mundo con 1:59.23 segundos, y por delante de otro estadounidense Bill Forrester  (bronce con 1:59.76 segundos).
Y en el Campeonato Mundial de Natación de 1973 celebrado en Belgrado ganó la plata en los 200 metros mariposa, al igual que en el Campeonato Mundial de Natación de 1978, celebrado en Berlín.